# 東京都人事委員会
東京都人事委員会（とうきょうとじんじいいんかい、英称：Tokyo Metropolitan Government Personnel Commission）は、東京都の人事委員会である。

## 概要
他の道府県及び政令指定都市の人事委員会と同様、給与に関する勧告・報告、採用・昇任における試験や選考、本庁職員についての労働基準監督業務等を実施している。
特色として、道府県をはじめほとんどの地方公共団体では、採用試験問題の作成を内閣府所管の公益法人である公益財団法人日本人事試験研究センターへ委託しているところ、東京都では人事委員会で独自に問題を作成している。主任級職選考、管理職選考の試験問題についても同様である。
大阪府では、知事の橋下徹が、国の外郭団体に支払う費用や負担金について、官僚の天下り団体に府民の税金を回せないとして見直してきたが、日本人事試験研究センターへの費用（年間170万円）についてもその一環で支払いを停止し、独自に問題作成を行うこととなった。作成から実施後の検証までの一連のノウハウを大阪府に提供するため、2009年8月から2010年2月まで大阪府職員2人の派遣を受け入れていた。

## 組織
- 事務局長
  - 任用公平部
    - 総務課、任用給与課、審査課

  - 試験部 
    - 試験課、研究調査課

## 歴代要職者

### 委員長
- 内田公三
- 関谷保夫 (2009-2015)
- 青山佾 (2015-2023)
- 中西充 (2023-)

### 事務局長
- 高橋俊龍 (1983-)
- 中山弘子
- 髙橋功 (2001-2003)
- 佐藤広
- 中村晶晴 (2008-2009)
- 泉本和秀 (2009-2010)
- 多羅尾光睦 (2010-2012)
- 真田正義 (2012-2015)
- 藤田裕司 (2015-2016)
- 松山英幸 (2016-2017)
- 砥出欣典 (2017-2019)
- 小泉健 (2019-2020)
- 岡﨑義隆 (2020)
- 武市玲子 (2020-2021)
- 初宿和夫 (2021-2023)
- 田中彰 (2023-)